# Ascari
A Ascari Cars Ltd. foi uma fabricante de automóveis britânica sediada em Banbury. Foi fundada pelo milionário holandês Klaas Zwart. Zwart foi o ex-presidente e proprietário majoritário da empresa de petróleo e gás Petroline, que projetou e fabricou sua própria tecnologia de fundo de poço. A Petroline foi comprada pela Weatherford em 1999.
O nome da companhia foi dado como homenagem a Alberto Ascari (1918-1955) que foi campeão do mundo de Fórmula Um por duas vezes. Além de produzir carros, a Ascari também administrava uma pista de corrida, a Race Resort Ascari.
A empresa declarou falência em 2010. O site oficial da Ascari também foi fechado e não é atualizado desde 2009.

## História
A Ascari Cars foi criada em Dorset, Inglaterra em 1995. O seu primeiro carro de edição limitada, o Ascari Ecosse, foi lançado em 1998. Após do lançamento do Ecosse, o empresário holandês Klaas Zwart comprou a companhia.
Em 2000, a Ascari consrtuiu uma nova fábrica em Banbury, no norte de Oxfordshire, Inglaterra. O segundo carro da Ascari, o Ascari KZ1, foi desenvolvido em Banbury que também abrigou os prémios de corrida da Team Ascari.
Devido ao declínio das vendas do Ascari KZ1 e uma grande quantidade de dinheiro investida para produzir os carros, a Ascari sofreu grandes perdas financeiras antes de tomar a difícil decisão de decretar falência em 2010. 

### Carros de estrada

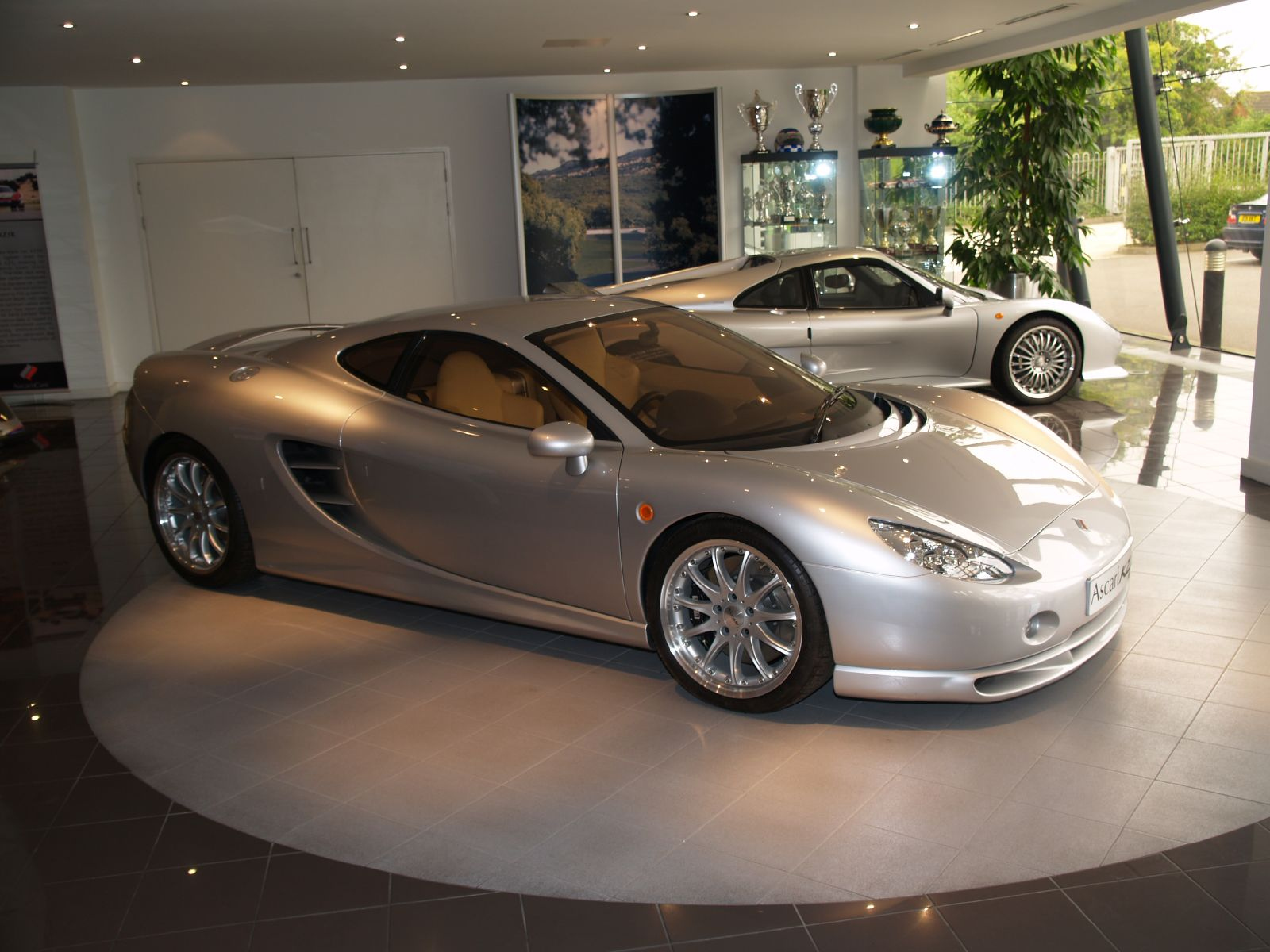
Ascari KZ1 (ao fundo) e Ecosse

| Ano  | Modelo        | Detalhes                                        |
| ---- | ------------- | ----------------------------------------------- |
| 1995 | Ascari FGT    | Carro conceito inicial criado para corridas     |
| 1998 | Ascari Ecosse | Versão de produção do FGT                       |
| 2003 | Ascari KZ1    | Versão de produção do carro de corrida A410     |
| 2005 | Ascari KZ1-R  | Versão de estrada do carro de corrida KZ1-R GT3 |
| 2006 | Ascari A10    | Versão melhorada do KZ1                         |

### Carros de corrida
| Ano  | Modelo          | Detalhes                                                               |
| ---- | --------------- | ---------------------------------------------------------------------- |
| 1995 | Ascari FGT      | Versão de corrida do conceito FGT, usado no Campeonato Britânico de GT |
| 2000 | Ascari A410     | Le Mans Prototype                                                      |
| 2002 | Ascari KZR-1    | Versão melhorada do A410                                               |
| 2005 | Ascari KZ1R GT3 | Versão de corrida do KZ1, correndo na classe FIA GT3                   |

## Ascari Race Resort
Em 2000, a Ascari começou a desenvolver uma pista perto de Ronda, no sul de Espanha. A pista inclui recriações de curvas famosas de outras pistas de todo o mundo, e pode ser configurada como uma pista longa, três pistas curtas separadas ou algumas combinações entre elas. Em 2002, a pista de três partes estava pronta e estava acompanhada por um resort de alto nível, com vários carros de estrada e de corrida disponíveis para os visitantes testarem, incluindo algumas máquinas antigas de Fórmula Um.
Na série 10, episódio 10 de Top Gear a pista foi usada para testar o BMW M3, o Audi RS4 e o Mercedes C63 AMG.
Jeremy Clarkson também filmou a maioria dos seus DVDs (Supercar Showdown e Duel) na pista. O A10 também apareceu num episódio de Top Gear, em qual foi comparado com o Daihatsu Materia. O Daihatsu ganhou, mas Clarkson disse que preferia ter o Ascari.